# جود تايلور (ممثلة)
جود تايلور (بالإنجليزية: Jud Tylor)‏ (من مواليد 24 مارس 1979 في فانكوفر، كندا) هي ممثلة تلفزيونية وسينمائية كندية. قامت بأدوار متكررة في عدد من البرامج التلفزيونية منها برنامج عرض السبعينات ذاك و مسلسل تلفزيوني إيدجمونت  [الإنجليزية]

## روابط خارجية
- جود تايلور (ممثلة) على موقع IMDb (الإنجليزية)
- جود تايلور (ممثلة) على موقع ألو سيني (الفرنسية)
- جود تايلور (ممثلة) على موقع أول موفي (الإنجليزية)
- جود تايلور (ممثلة) على موقع قاعدة بيانات الأفلام السويدية (السويدية)
- جود تايلور (ممثلة) على موقع قاعدة بيانات الفيلم (الإنجليزية)
- جود تايلور (ممثلة) على موقع كينوبويسك (الروسية)